# Administración provincial romana

División provincial del imperio hacia el año 109 en su máxima expresión, durante el período del emperador Trajano. En rosa (fuera de Italia) las provincias senatoriales, donde el Senado nombraba a los procósules, generalmente, las incorporadas durante la República romana —excepto la mayor parte de Hispania y Galia—, que habían quedado pacificadas y lejos del limes, y por tanto tenían pocas o ninguna legión en ellas, y en verde las provincias imperiales, donde el Emperador nombraba a los legatus Augusti, generalmente las incorporadas durante el Imperio romano. La primera división entre provincias senatoriales e imperiales se realizó al comienzo del mandato de Augusto en el año 14 a. C.

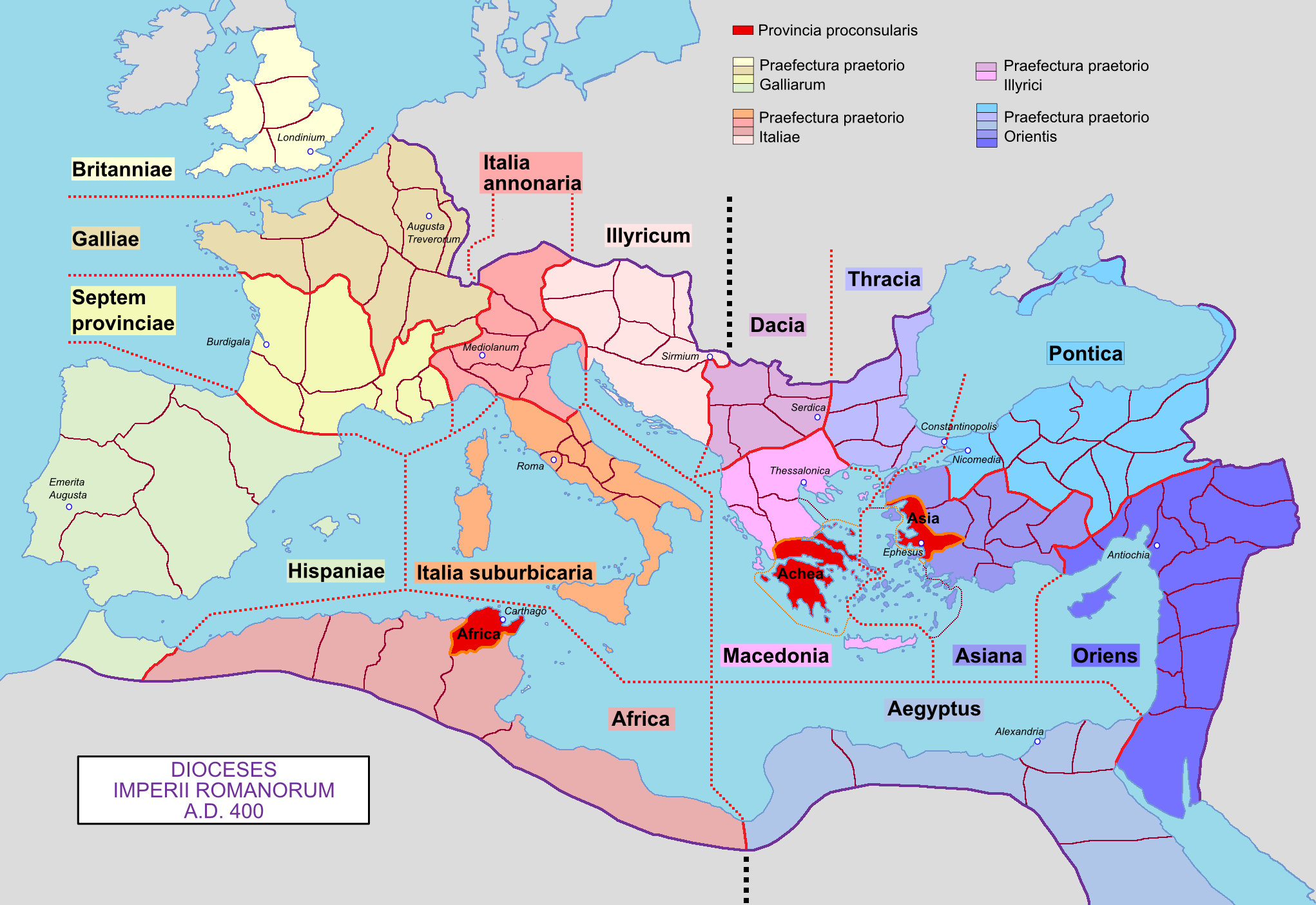
A partir de las reformas de Diocleciano (284-305) las provincias se subdividieron, y su número pasó a ser de un centenar, y se agruparon en circunscripciones denominadas diócesis, a cargo de un vicario de cada uno de los cuatro prefectos del pretorio.

La administración provincial romana surgió cuando la primera guerra púnica trajo consigo la expansión del territorio de Roma fuera de Italia (la cual no era una provincia, sino el territorio metropolitano de la misma Roma), básicamente a las islas mediterráneas.

## Historia
Al principio los dos cónsules tenían la responsabilidad de la administración. Los cuestores itálicos eran considerados auxiliares de los cónsules. En las islas (Cerdeña, Córcega y Sicilia) se establecieron cuestores particulares dependientes de los cónsules, pero el sistema no funcionó. Se hacía preciso buscar una nueva figura jurídica que administrara los territorios provinciales.
El procónsul tenía un alto rango dentro de las magistraturas romanas: venía después del cónsul. Su rango era equivalente al del pretor pero lo ejercía sobre un territorio determinado (provincia), mientras que las funciones del pretor abarcaban la totalidad del territorio de la República.
El procónsul era a la vez general, administrador y juez supremo en su provincia, y reunía en sus manos todas las funciones que antiguamente habían tenido los cónsules y que ahora estaban repartidas entre los cónsules, el pretor, el censor, los ediles curules, los tres viri nocturni, los tribunos del pueblo y el jefe de la caballería. Únicamente las cuestiones financieras de la provincia escapaban a su imperium, ya que para llevarlas a cabo se creó la figura del cuestor provincial o procuestor, que dependía directamente del Senado. A los procónsules se les exigía sobriedad y probidad.
Entre los tres de Hispania figuró Catón, que administró la provincia de Hispania Citerior con una probidad y un celo ahorrativo excepcional, pero su ejemplo tuvo pocos imitadores. Catón viajaba por la provincia a pie con un solo servidor. Cuando terminó su servicio vendió su caballo para no cargar al Estado con los gastos del transporte.
Como los procónsules eran verdaderos reyes de su provincia, su poder absoluto llevó a menudo a la corrupción; exigían «donativos voluntarios» a las ciudades, y otras prácticas ilegales. Cuando viajaban podían solicitar hospedaje gratuito y hacer algunas requisas, lo que dio lugar a abusos y exacciones. Por necesidades del servicio o de sus gentes, o en caso de guerra, o también por necesidades de los soldados, podían exigir granos a precios moderados. Esto se convirtió en una fuente de exacciones injustas. Finalmente los procónsules exigían recursos para sufragar las fiestas populares romanas. El Senado estableció limitaciones en el 171 a. C., pero los magistrados corruptos rara vez fueron juzgados.
Las ciudades que eran sometidas perdían su independencia para establecer tratados con otras ciudades o Estados y para hacer la guerra o firmar la paz. Sus ciudadanos no podían adquirir territorios fuera de su ciudad, y probablemente tampoco podrían casarse fuera de ella. Los ciudadanos no podían llevar armas salvo por orden expresa del procónsul. La moneda romana no fue impuesta, pero tenía curso legal.
En cada ciudad sometida se tendió a favorecer el acceso al poder en los consejos locales de la aristocracia. Roma podía enviar a las ciudades a ciudadanos romanos o de los territorios sometidos sin limitación.
El censo quinquenal, siguiendo el modelo romano, fue establecido para todas las ciudades. Cada ciudad tenía fijado un contingente que debía facilitar al Ejército regularmente.
Los impuestos establecidos eran el diezmo de las cosechas y productos de la tierra, y una veinteava parte del valor de las mercancías que pasaban por el territorio en cuestión, tanto para entrar como para salir (postoria). Algunas ciudades estaban exentas por lo cual no estaban sometidas a estos impuestos. A otras, junto a la inmunidad o exención de impuestos se les concedió el rango de ciudades sin sufragio u otros niveles de derechos.
Junto a las ciudades sometidas en sus diversos grados, estaban las colonias romanas y, sobre todo, las colonias de derecho latino, cuyos ciudadanos podían disfrutar de la ciudadanía romana o latina (con restricciones), y las ciudades de rango municipal. La mayoría de las colonias de derecho latino se fundaron en el norte de Italia, porque esta región, al contrario de la Italia peninsular, fue administrada como territorio provincial hasta el siglo I a. C., bajo el nombre de Galia Cisalpina, pero, a pesar de esto, era considerada dentro del mismo ámbito geográfico italiano que Roma e Italia, al cual fue definitivamente anexionada en el 42 a. C. (dejando de existir como provincia), tras la Lex Roscia del 49 a. C., emanada por Julio César, que otorgaba la plena ciudadanía romana a todos los habitantes cisalpinos. Desde el 238 al 221 a. C. los establecimientos y asentamientos romanos se dirigieron principalmente a esta zona. Posteriormente, la segunda guerra púnica, interrumpió el proceso y llevó a los romanos a Hispania.
Los primeros procónsules de la Hispania Citerior tuvieron la misión de pacificar el territorio y actuaron más como jefes militares que como jefes políticos.
La pertenencia a un territorio, en este caso una provincia, no constituía ninguna situación jurídica, pues la condición de la persona en el derecho romano, no estaba ligada al territorio, sino a la ciudad. En efecto, el derecho romano efectúa los «contratos» o pactos, con ciudades o bien con grupos asimilables a una ciudad (este contrato, conocido por foedus, establecía la autonomía local y las prestaciones a las que estaba sometida la ciudad; cuando se trataba de una ciudad colonial, se regía por la lex colonia, normalmente con derecho latino, aunque con tendencia a asimilarse de pleno derecho, (salvo en caso de rebelión en que su situación podía empeorar).
Se sabe que el establecimiento romano en provincias conllevó la creación de un ager publicus importante (hasta entonces el ager público era solo una pequeña parte del territorio conquistado). Sobre este ager provincial se establecerán más tarde las nuevas colonias. Algunos de estos terrenos eran arrendados para pastos o campos de cultivo (el arrendatario debía pagar el 10 % del producto). Cuando en el ager existían bosques, minas, puertos, salinas, etc. su explotación era confiada a unos intermediarios (publicani). Las minas de Hispania fueron arrendadas aproximadamente a partir del 178 a. C.
Los habitantes de las provincias estaban exentos del servicio militar, aunque eran normalmente reclutados como voluntarios. Los ciudadanos romanos de provincias no estaban sujetos a tributo individual.
En provincias, los habitantes de las ciudades vencidas eran vendidos como esclavos o bien eran incluidos en los dominios de Roma bajo la cobertura de ciudadanos de ciudades aliadas que conservaban una independencia municipal y su libertad de impuestos.
En algunas provincias (África, Sicilia, Córcega y Cerdeña, y las de Hispania) se recaudaban tasas e impuestos siguiendo el sistema ya existente con los cartagineses cuando gobernaron estos territorios. En teoría la recaudación era para satisfacer los gastos de la administración y la defensa de la provincia, pero el sistema se extendió más tarde a las provincias de Iliria y Macedonia, donde Roma no asumió ni la defensa ni las administraciones municipales.